# Veltěže
Veltěže (en allemand : Welmschloß) est une commune du district de Louny, dans la région d'Ústí nad Labem, en République tchèque. Sa population s'élevait à 412 habitants en 2021.

## Géographie
Veltěže se trouve à 6 km à l'est du centre de Louny, à 37 km au sud-ouest d'Ústí nad Labem et à 51 km au nord-ouest de Prague.
La commune est limitée par Obora au nord, par Slavětín à l'est, par Vrbno nad Lesy et Toužetín au sud, et par Chlumčany et Blšany u Loun à l'ouest.

## Histoire
La première mention écrite du village date de 1201.

## Transports
Par la route, Velemyšleves se trouve à 6 km au centre de Louny, à 56 km d'Ústí nad Labem et à 61 km de Prague.